# Ungdomskommuneprisen
Ungdomskommuneprisen er en pris, som uddeles årligt af Dansk Ungdoms Fællesråd. Prisen har til formål at anerkende de kommuner, der går forrest for at sikre gode vilkår for unge. I bedømmelsen bliver der særligt lagt vægt på, hvordan kommunen forbedrer unges deltagelse, udfoldelsesmuligheder og levevilkår - gerne ved at skabe gode rammer for frivilligt arbejde med børn og unge.
Prisen blev stiftet i 2006 og uddeles hvert år af et dommerpanel nedsat af Dansk Ungdoms Fællesråd, på baggrund af indstillinger. Prisen blev senest uddelt i 2024.
I 2022, hvor prisen gik til Horsens Kommune, sad forkvinde for Dansk Ungdoms Fællesråd, Christine Ravn Lund, borgmester i Faaborg-Midtfyn kommune, Hans Stavnsager, lektor ved Center for Ungdomsforskning, Maria Bruselius-Jensen og formand for Danske Skoleelever, Mille Borgen Mikkelsen i dommerpanelet.
Præmien der følger med prisen som Årets Ungdomskommune er 10.000 kr., der er øremærket ungeområdet i kommunen.

## Vindere af Ungdomskommuneprisen[5]
| Årstal | Vinderkommune           |
| ------ | ----------------------- |
| 2024   | Jammerbugt Kommune      |
| 2023   | Odense Kommune          |
| 2022   | Horsens Kommune         |
| 2021   | Faaborg-Midtfyn Kommune |
| 2020   | Vordingborg Kommune     |
| 2019   | Skanderborg Kommune     |
| 2018   | Furesø Kommune          |
| 2017   | Sønderborg Kommune      |
| 2016   | Egedal Kommune          |
| 2015   | Gentofte Kommune        |
| 2014   | Kolding Kommune         |
| 2013   | Roskilde Kommune        |
| 2012   | Viborg Kommune          |
| 2011   | Vejle Kommune           |
| 2010   | Ukendt                  |
| 2009   | Ballerup Kommune        |
| 2008   | Esbjerg Kommune         |
| 2007   | Frederikshavn Kommune   |
| 2006   | Herlev Kommune          |